# Velika nagrada Sjedinjenih Američkih Država Istok

## Pobjednici

### Višestruki pobjednici (vozači)
| Pobjede | Vozač      | Pobjednička godina |
| ------- | ---------- | ------------------ |
| 2       | James Hunt | 1976., 1977.       |

### Višestruki pobjednici (konstruktori)
| Pobjede | Konstruktor | Pobjednička godina  |
| ------- | ----------- | ------------------- |
| 3       | McLaren     | 1976., 1977., 1982. |
| 2       | Ferrari     | 1978., 1979.        |

### Pobjednici po godinama
| Godina | Vozač             | Konstruktor            | Staza                      |              |
| ------ | ----------------- | ---------------------- | -------------------------- | ------------ |
| 1984.  | Nelson Piquet     | Brabham-BMW            | Detroit Street Circuit     |              |
| 1983.  | Michele Alboreto  | Tyrrell-Ford Cosworth  | Detroit Street Circuit     |              |
| 1982.  | John Watson       | McLaren-Ford Cosworth  | Detroit Street Circuit     |              |
| 1981.  | Nije održana      | Nije održana           | Nije održana               | Nije održana |
| 1980.  | Alan Jones        | Williams-Ford Cosworth | Watkins Glen International |              |
| 1979.  | Gilles Villeneuve | Ferrari                | Watkins Glen International |              |
| 1978.  | Carlos Reutemann  | Ferrari                | Watkins Glen International |              |
| 1977.  | James Hunt        | McLaren-Ford Cosworth  | Watkins Glen International |              |
| 1976.  | James Hunt        | McLaren-Ford Cosworth  | Watkins Glen International |              |